# 李文刚
李文刚（1954年—），辽宁沈阳人，汉族，中华人民共和国政治人物、第十二届全国人民代表大会解放军代表。
毕业于国防大学现代战役攻防专业。加入中国共产党。2013年，担任全国人大代表。